# Crypsiprora transversilinea
Crypsiprora transversilinea är en fjärilsart som beskrevs av Turner 1942. Crypsiprora transversilinea ingår i släktet Crypsiprora och familjen nattflyn. Inga underarter finns listade i Catalogue of Life.